# Burgruine Liebenau
Die Burgruine Liebenau ist der Rest einer ehemaligen Höhenburg auf der Spitze eines Bergrückens zwischen Autmut- und Neckartal 1300 m südöstlich von Neckartailfingen im Landkreis Esslingen in Baden-Württemberg.
Um 1300 war die Burg im Besitz der Ministerialenfamilie von Liebenau und war bereits hundert Jahre später nach mehrmaligem Besitzerwechsel dem Verfall preisgegeben. 1270 wurde ein  "milites de Liebenowe", 1368 ein Berthold von Altingen und später ein von Speth genannt.
Von der an drei Seiten von einem Graben umgebenen Burgstelle auf einem Burghügel mit einem Durchmesser von etwa 30 Metern sind noch ein Wall, Graben und Fundamente erhalten.